# Боднарчук, Леонид Иванович
Леонид Иванович Боднарчу́к (13 января 1938 г., Средние Кудечи, Могочинский район, Читинская область — 24 марта 2015 г.) — украинский учёный, специалист по пчеловодству.
Профессор (1997), членкор Национальной академии аграрных наук Украины (1999).
В 1989—2012 гг. директор Института пчеловодства им. П. И. Прокоповича, первый в этой должности и основатель. Профессор Национального аграрного университета. Полный кавалер ордена «За заслуги».

## Биография
Окончил Украинскую с.-х. акад. (1961), зоотехн. фак-т, учился с 1956 года.
В 1961-62 гг. старший зоотехник совхоза «Бучанский».
В 1962—1969 гг. мл. научный сотрудник, в 1974—1981 гг. старший научный сотрудник, в 1981—1988 гг. зав. лабораторией отдела экологии насекомых-опылителей, в 1988—1989 гг. заместитель директора по научной работе Института зоологии АН УССР.
В 1969—1974 гг. старший научный сотрудник пункта «Пуща-Водиця», Украинская исследовательская станция пчеловодства.
Основатель и первый в должности директора в 1989—2012 гг. Национального научного центра «Институт пчеловодства им. П. И. Прокоповича», затем советник при дирекции института.
С 1997 г. профессор Национального аграрного университета.
С 2003 г. член Генеральной Ассамблеи Апимондии.
С 2008 г. первый вице-президент Федерации Апиславия.
Президент Союза пасечников Украины (с 1990) и Ассоциации апитерапевтов Украины.
Председатель Национальной ассоциации пчеловодов Украины «Укрбджолопром».
Входил в состав общественного совета при министерстве аграрной политики Украины.
На парламентских выборах 2002 года выдвигался кандидатом в народные депутаты по списку (№ 34) избирательного блока политических партий "Єдність" (Единство), член партии "Єдність". А на выборах 2006 года - № 32 в списке блока "Патриоты Украины".
Основатель Национального музея пчеловодства Украины. По его инициативе введен День пасечника Украины.
Главред межведомственного тематического научного сборника «Бджільництво».
Разработчик Закона Украины «О пчеловодстве».
В области пчеловодства разрабатывал направления: племенное пчеловодство, селекция, генетика и биотехнология, апитерапия.
Разрабатывал Национальные стандарты качества продуктов пчеловодства.
В 1974 г. защитил кандидатскую диссертацию «Особенности летно-опылительной и сигнальной деятельности некоторых рас медоносной пчелы в условиях теплиц». Канд. биол. наук (1975). С. н. с. (1990). В 1999 году был избран членом-корреспондентом Национальной академии аграрных наук Украины по отделению ветеринарной медицины и зоотехнии.
Под его руководством защищены три кандидатские диссертации.
Автор около 380 работ, в том числе 10 монографий. Имеет 7 изобретений.
Женат, сын Геннадий (1962 г. р.).
Полный кавалер ордена «За заслуги» (2003, 2008, 2009), медаль «Ветеран труда» (1987).
Заслуженный работник сельского хозяйства (1998).
Почетные грамоты Кабинета Министров Украины (2003) и Национальной академии аграрных наук Украины.

## Труды
Монографии
- Яд пчелиный в фармации и медицине (теория, технология, медицинское применение): Монография / А.И. Тихонов, Л.И. Боднарчук, С.А. Тихонова, К. Содзавичный, А.Б. Юрьева и др.; Под ред. А.И. Тихонова. – Х.: Оригинал, 2010. – 280 с.
- Jad pszczeli w farmacji i medycynie. Teoria, technologia, zastosowanie lecznicze /A.I. Tichonow, L.I. Bodnarczuk, S.A. Tichonowa, K. Sodzawiczny, A.B. Juriewa, R.I. Skrypnik-Tichonow, W.W. Michajczenko, N.A. Czernaja /Pod redakcja Akademika Ukrainskiej Akademii Nauk A.I. Tichonowa. – Apipol-Farma, Myslenice 2011. – 240 s.